# Ausschuss für Industrie, Forschung und Energie
Der Ausschuss für Industrie, Forschung und Energie (englisch Committee on Industry, Research and Energy, französisch Commission de l'industrie, de la recherche et de l'énergie, kurz ITRE) ist einer der zwanzig ständigen Ausschüsse des Europäischen Parlaments. Ausschussvorsitzender ist seit Juli 2024 Borys Budka (PO/EVP).
Im Zuge einer Neuordnung von Kompetenzen verlor der Ausschuss 2004 den Themenbereich internationaler Handel/Außenwirtschaftspolitik an den Ausschuss für internationalen Handel, gewann jedoch den Themenbereich Industriepolitik vom Ausschuss für Wirtschaft und Währung.
Der Ausschuss ist zuständig für die Industriepolitik der Europäischen Union und setzt sich insbesondere für die Förderung neuer Technologien und kleiner und mittlerer Unternehmen ein. Außerdem befasst er sich mit der Forschungspolitik der Union, insbesondere dem Forschungsrahmenprogramm und den Tätigkeiten der Gemeinsamen Forschungsstelle, dem Institut für Referenzmaterialien und Messungen, dem Joint European Torus, dem Versuchsreaktor ITER und anderen Projekten. Auch die Raumfahrtpolitik der EU im Rahmen des EU-ESA-Abkommens fällt unter die Zuständigkeit des Ausschusses. Ferner unterliegt ihm die europäische Energiepolitik, einschließlich der transeuropäischen Netze im Bereich der Energieinfrastruktur. Auch alle Fragen, die die Euratom betreffen, werden vom ITRE-Ausschuss behandelt, ebenso wie die Bereiche Informationsgesellschaft und Informationstechnologie, einschließlich der transeuropäischen Telekommunikationsnetze.
Aufgrund seines weiten Zuständigkeitsfelds und der Tatsache, dass das Europäische Parlament in praktisch all seinen Bereichen volle Mitentscheidungskompetenzen bei der EU-Rechtsetzung hat, gilt der Ausschuss für Industrie, Forschung und Energie als einer der wichtigsten Ausschüsse des Parlaments. Beim Rat der Europäischen Union und bei der Europäischen Kommission ist der Bereich jeweils auf mehrere Unterorgane verteilt: Im Rat sind entweder der Rat für Wettbewerbsfähigkeit oder der Rat für Verkehr, Telekommunikation und Energie zuständig, bei der Kommission sind es gleich vier Mitglieder, nämlich der Kommissar für Unternehmen und Industrie, der Kommissar für Wissenschaft und Forschung, der Kommissar für Energie und der Kommissar für Informationsgesellschaft und Medien, die je nach Themenfeld zuständig sein können.

## Vorsitzende (Auswahl)
- 2009–2012: Herbert Reul (CDU/EVP)
- 2012–2014:Amalia Sartori (FI/EVP)

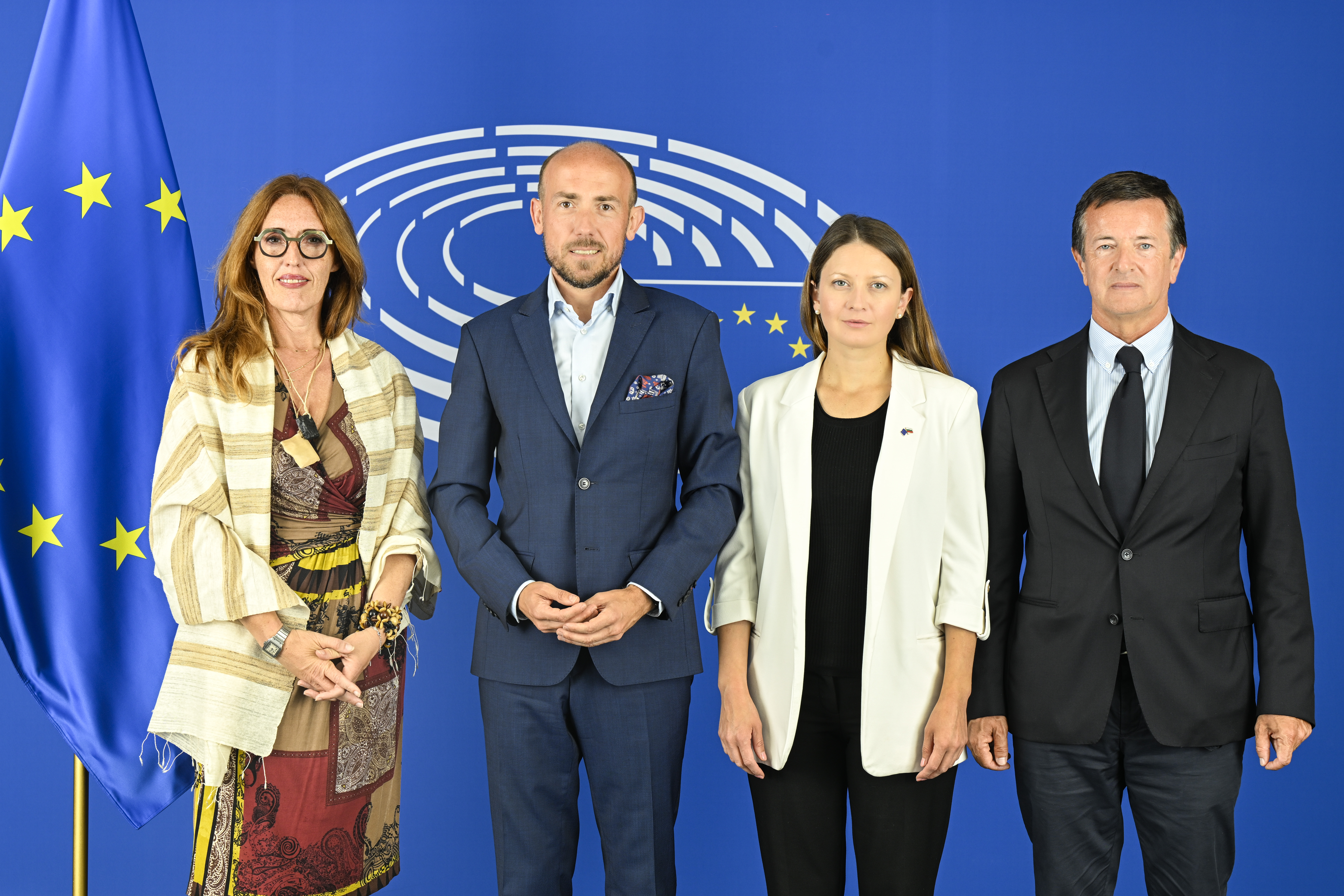
Ausschussvorsitzende in der 10. Wahlperiode (2024–2029, v. l. n. r.): Elena Donazzan, Borys Budka, Zwetelina Penkowa, Giorgio Gori

- 2014–Juni 2019: Jerzy Buzek (PO/EVP)
- Juli 2019–November 2019: Adina Vălean (PNL/EVP)
- Dezember 2019–Juni 2024: Cristian Silviu Bușoi (PNL/EVP)[3]
- Seit Juli 2024: Borys Budka (PO/EVP)[1]